# Micrasterias pygmaeum
Micrasterias pygmaeum là một loài Song tinh tảo trong họ Desmidiaceae, thuộc chi Micrasterias.